# Меттерсдорф-ам-Засбах
Меттерсдорф-ам-Засбах (нім. Mettersdorf am Saßbach) — ярмаркова комуна  (нім. Marktgemeinde)  в Австрії, у федеральній землі Штирія.
Входить до складу округу Зюдостштайєрмарк. Населення становить 1,318 осіб (станом на 31 грудня 2013 року). Займає площу 22 км². Муніципалітет як автономний орган було створено у 1850 році. Після закінчення Першої світової війни відбулися зіткнення з Люблянським «Національним урядом Словенії та Істрії». Після анексії Австрії у 1938 році місто було частиною Рейхсгау Штирія, а у 1945—1955 — частиною британської зоні окупації Австрії.
Герб Меттерсдорф-ам-Засбаху був наданий 1 серпня 1963 року урядом Штирії.

## Розташування
| Лайбніц |              | Ягерберг                 |
|         | Розташування |                          |
| Лайбніц |              | Санкт-Петер-ам-Оттерсбах |

## Міста-побратими
- Magyarszék, Угорщина